# Triodontopyga obscurata
Triodontopyga obscurata är en tvåvingeart som beskrevs av Guimaraes 1983. Triodontopyga obscurata ingår i släktet Triodontopyga och familjen parasitflugor. Inga underarter finns listade i Catalogue of Life.